# Puntal dels Llops
Il Villaggio iberico del Puntal dels Llops è un insediamento del V secolo a. C. ubicato in uno degli speroni meridionali della Serra Calderona. È situato nel confine municipale di Olocau (Comunità Valenziana, Spagna), al vertice di un promontorio a 427 m sopra il livello del mare e a più di 150 m sopra il pianoro, con ampia visibilità sul territorio del Campo di Turia e il corridoio del Barranco di Carraixet che dà accesso al nord. L'insediamento presenta una muraglia e una torre che lo caratterizzano come una piccola fortezza di 960 metri quadrati. Insieme ad altre simili fece parte del sistema difensivo e di controllo del territorio della città di Edeta (edetanos) ed è considerato uno dei migliori esempi di torre di avvistamento di epoca iberica. La struttura interna del villaggio è semplice e funzionale: si tratta di un insieme di 17 ambienti che si aprono su una strada centrale che attraversa longitudinalmente tutto l'insediamento.

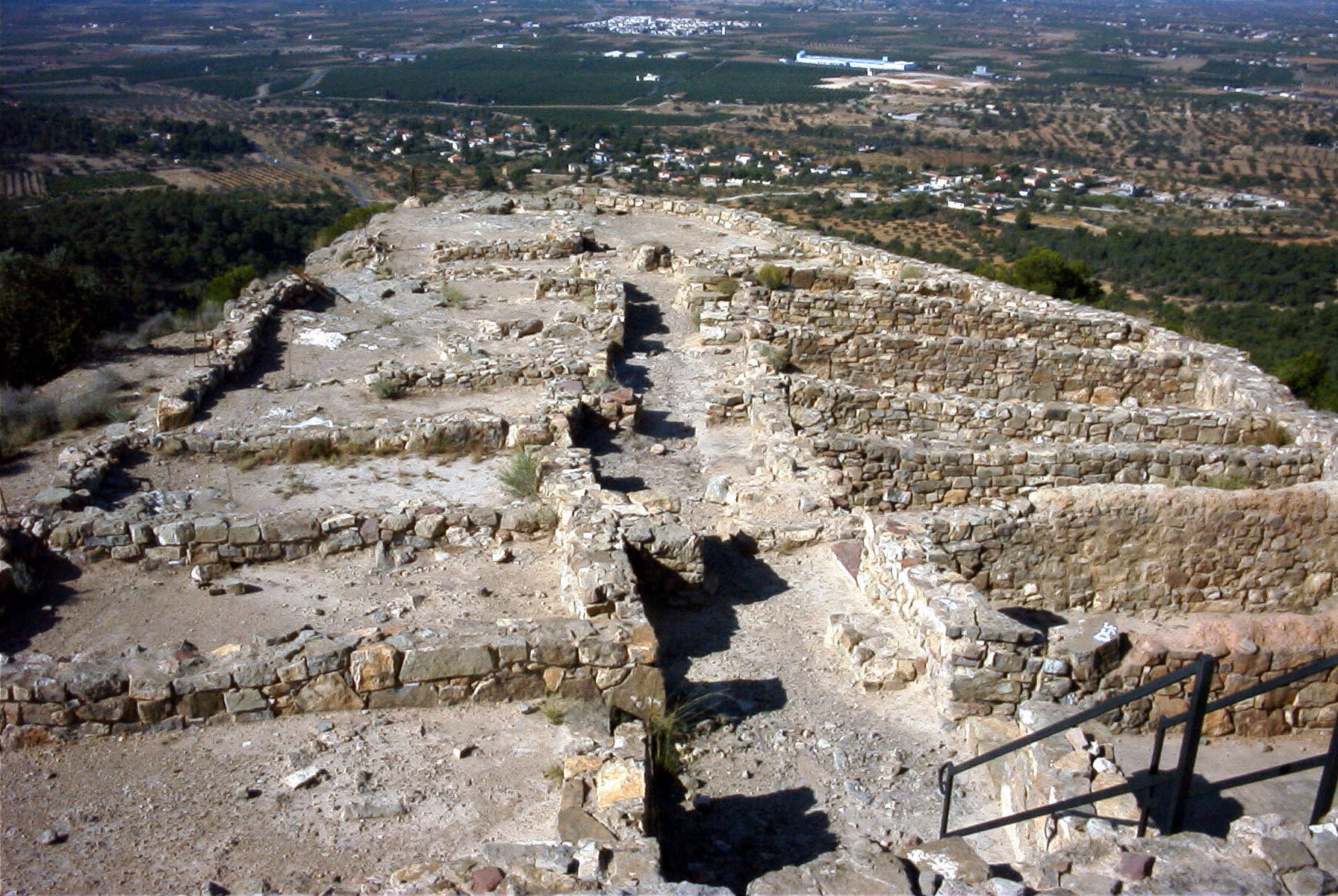
Vista del villaggio con i diversi ambienti dalla sua torre.

L'accesso al sito archeologico si realizza attraverso un sentiero che, partendo dalla strada CV-25 all'altezza del cimitero di Olocau, attraversa uno spazio forestale ben conservato. Esiste un servizio di visite guidate promosso dal Comune di Olocau e il Museo di Preistoria di Valenzia, si raccomanda di contattare le guide per accedere al sito. È situato nei terreni del Parco Naturale della Serra Calderona, creato nel 2002 dalla Generalità Valenziana.

## Storia della ricerca
Il Puntal del Llops fu catalogato già agli inizi del XX secolo dal Servizio di Ricerca Preistorica (S.I.P.). Fu scavato da Helena Bonet e Consuelo Mata tra gli anni 1979 e 1988, con la collaborazione scientifica e il finanziamento del S.I.P. Durante tali interventi fu documentato, oltre ai resti del villaggio iberico, un precedente insediamento dell'Età del Bronzo.
Nel 1988 si intraprese un progetto pioniere nella Comunità Valenziana consistente nel consolidamento delle strutture in muratura degli ambienti, muraglie e torre, sotto la direzione del Museo di Preistoria di Valenzia e il finanziamento del Ministero della Cultura e la Consiglio della Cultura, Educazione e Scienza. Da allora Il S.I.P. svolge annualmente lavori di manutenzione e pulizia delle strutture e degli accessi.

## Il sistema difensivo

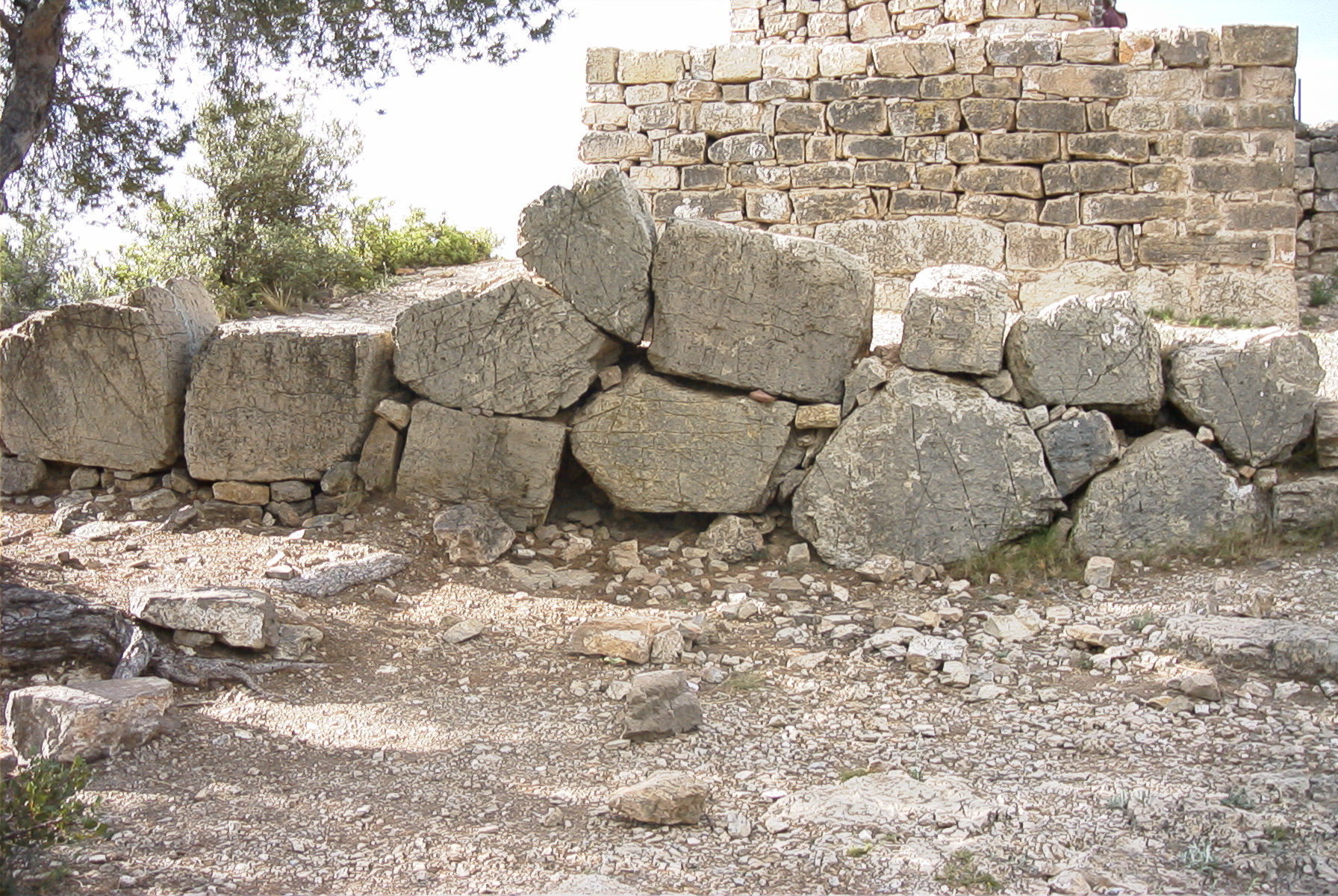
Paramento ciclopico della muraglia esteriore.

Il villaggio è facilmente defendible grazie alla sua ubicazione, accanto a una scarpata, e dovuto anche alle cinte murarie che lo circondano e alla torre, che occupa la parte più elevata della sommità. La muraglia esterna, che difende l'entrata e delimita uno spazio non abitato, è costruita con grandi blocchi di pietra nel piccolo tratto che si conserva. L'interna, di meno di un metro di larghezza, delimitava l'area abitabile. Ad essa si addossa una grande torre quadrata formata da due corpi sovrapposti costruiti con pietra unita a terra. Da questa torre si controllano ovviamente gli accessi dal nord, anche se la sua funzione principale è quella di stare a controllo e in comunicazione con altri fortini con i quali forma una rete di controllo e delimitazione del territorio. L'accesso allo spazio abitato si realizza attraverso uno stretto corridoio a gomito che si sviluppa ad angolo retto tra la parete est della torre e la scarpata della montagna.

## L'urbanistica e la distribuzione interna del fortino

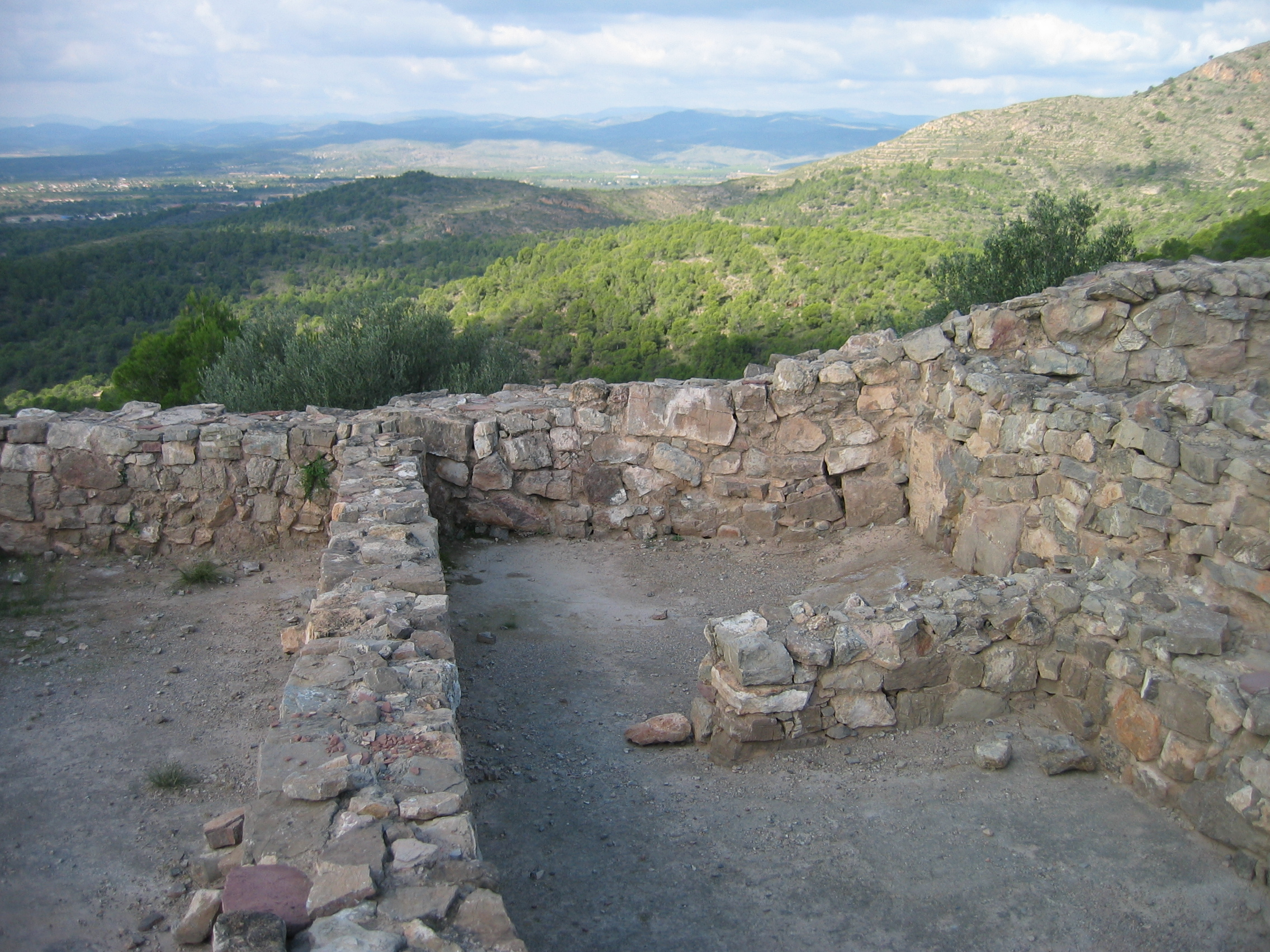
Vista dell'ambiente numero 3

Gli elementi principali nell'organizzazione dell'insediamento sono la torre già citata e la strada che attraversa il sito da nord a sud. Quest'ultima è uno spazio di transito, un corridoio, che serve a distribuire gli spazi interni, anche se i materiali e i resti delle abitazioni qui trovati indicano che fu anche una zona in cui si svolgevano delle attività quotidiane. I 17 ambienti in cui si divide il villaggio si distribuiscono su entrambi i lati dello stesso e presentano delle dimensioni che oscillano tra i 12 e i 21 metri quadrati, con differenti gradi di conservazione a seconda delle zone. Quelli situati a ovest tendono ad avere un'ampiezza maggiore e il loro pavimento è situato tra i 50 centimetri e 1 m sotto il livello della strada, a differenza di quelli a est, con pavimentazioni allo stesso livello della strada. 
Gli ambienti erano separati da muri mediani e si disponevano addossati alla facciata interna della muraglia. Le fondazioni di muratura, oggi visibili, si completavano con alzati in mattoni crudi. Tutte le pareti erano intonacate e imbiancate. Le pavimentazioni erano in terra battuta o indurita, anche se erano presenti tappeti di sparto, come quello trovato nell'ambiente 1. I tetti erano piatti del tipo a terrazza, costruiti con una trama di travi e tronchi di legno e una copertura vegetale, di canne o rosmarino, che sosteneva un grosso strato di terra. Le scale di pietra conservate e addossate ad alcune facciate indicano che  negli ambienti 1, 3, 8, 11 e 13 esistevano piani elevati.
Gli ambienti avevano porte di legno dai battenti che si aprivano verso la strada. Si suppone che alcune potessero avere serrature, anche di legno, che non si sono conservate ma di cui si è ben a conoscenza grazie alle chiavi di ferro rinvenute. Queste chiavi sono simili a quelle utilizzate attualmente nei paesi delle montagne valenziane e in altre zone mediterranee. 

## Gli abitanti e le loro attività

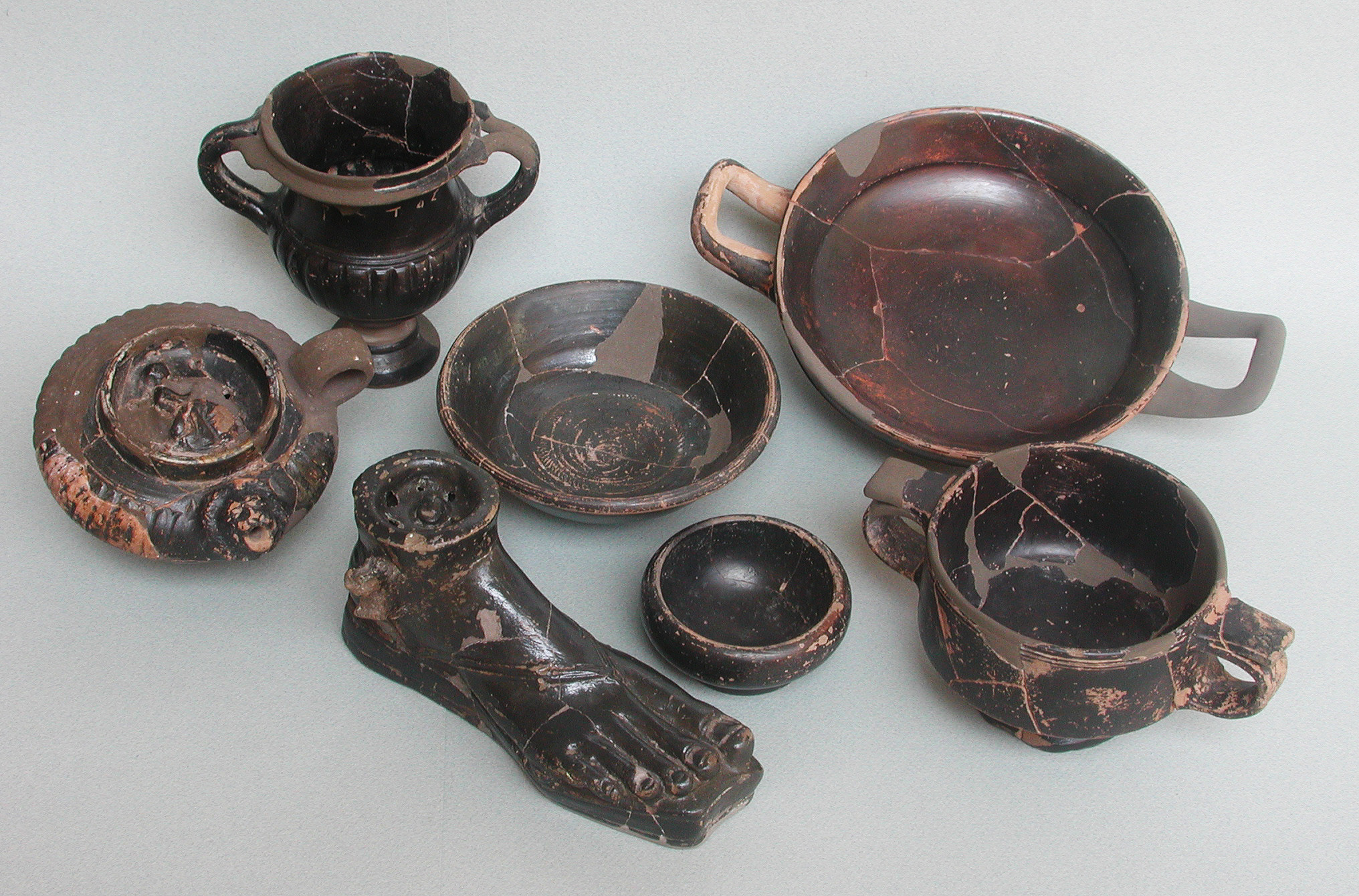
Insieme di ceramiche di importazione di vernice nera del Puntal dels Llops.

Il villaggio fu residenza di un aristocratico militare equestre che formava parte dell'élite sociale edetana che era accompagnato dai suoi parenti e servi. L'attrezzatura militare di questo cavaliere fu trovata nell'ambiente 4. Si tratta del corredo di un cavaliere che comprende la bardatura di un cavallo: un morso, speroni e imboccature, oltre oggetti di ornamento personale come fíbule, fibbie e bottoni, tra gli altri elementi.
El Puntal è, insieme, una grande unità domestica nella quale vissero circa 30 persone. Gli ambienti non equivalgono a case intese come alloggi unifamiliari perché le unità domestiche e le attività quotidiane, culturali, artigianali e di immagazzinamento sono organizzate in maniera complementare. Così, alcuni sono spazi residenziali, altri no. Oltretutto, In tutti si realizzavano attività varie che li rendono spazi multifunzionali.
Alcuni degli abitanti del villaggio si dedicavano ai lavori di vigilanza e difesa propria di questi fortini, ma i lavori agropastorali, minerari e artigianali occupavano gran parte della giornata di tutta la comunità. Gli utensili agricoli, le giare e anfore destinate all'immagazzinamento di prodotti agrari e i mulini rivelano l'importanza dell'agricoltura basata sulla coltivazione di cereali, vite e alberi da frutta (olivi, mandorli e fichi). L'abbondanza di resti di capre, pecore e maiali ci indica che anche l'allevamento era importante nell'economia, per l'ottenimento di carne, latte o prodotti derivati come cuoio o lana. Il miele dovette essere una risorsa apprezzata  grazie alle sue qualità nutritive ed edulcoranti, e sfruttato in grande quantità come indicano gli alveari trovati in numerosi ambienti, e possibilmente ubicate sopra le coperture delle case.

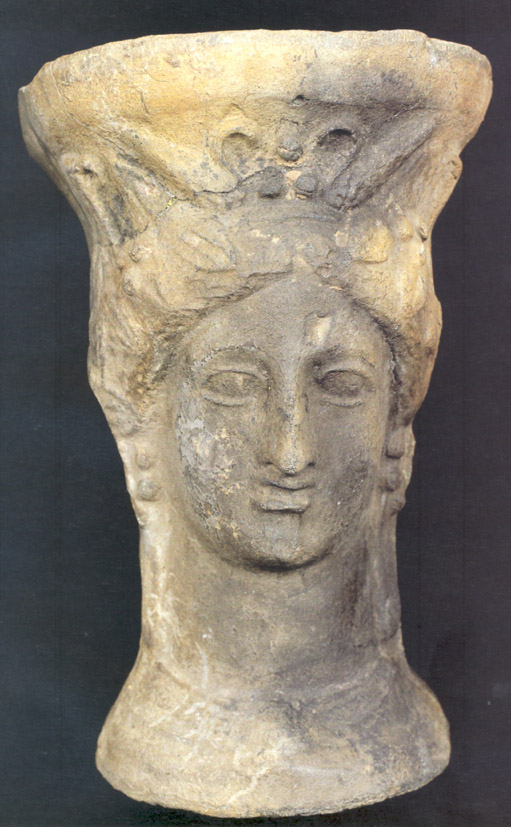
Bruciaprofumi con le fattezze della dea Demetra/Tanit. III secolo a.C. Puntal dels Llops.

Le concentrazioni di ceramica da cucina e vasellame da mensa, i mulini e le abitazioni, e i ritrovamenti di bruciaprofumi o figure di terracotta in alcuni degli ambienti, rivelano l'esistenza di attività domestiche quotidiane molto diverse come quelle culinarie o le pratiche rituali. Spiccano per la loro qualità e rilevanza i pezzi di corredo da mensa in vernice nera importati di ambito attico o italico e i bruciaprofumi votivi che rappresentano la dea Demetra/Tanit. 
Tra le attività artigianali si distingue il tessuto associato ai pesi da telaio que denotano l'esistenza di telai verticali, e di fusaiole, associate alla pratica della filatura. Inoltre si sfruttavano minerali negli immediati dintorni dell'insediamento. Anche la metallurgia occupò un posto importante tra le attività economiche del fortino, come si deduce dalla presenza di lingotti di ferro, e forni per ottenere argento a partire dai minerali di piombo secondo il processo conosciuto come coppellazione.

## La distruzione del villaggio
Il Puntal fu abbandonato approssimativamente alla fine del III secolo a. C. o inizio del II secolo a. C. Incendi e slavine finirono per preservare tutti gli oggetti e le strutture. La distruzione del villaggio si relaziona con i cambi territoriali e politici che compirono i romani durante la conquista della Penisola Iberica e che in questa zona ebbero come conseguenza lo smembramento del sistema difensivo territoriale edetano.